# Оршовецький парк
Оршове́цький парк — парк-пам'ятка садово-паркового мистецтва місцевого значення в Україні. Об'єкт природно-заповідного фонду Чернівецької області. 
Розташований у межах Кіцманського району Чернівецької області, в селі Оршівці. 
Площа 10 га. Статус надано згідно з рішенням облвиконкому від 30.05.1979 року № 198. Перебуває у віданні: Комунальний заклад «Оршівецький дитячий будинок». 
Статус надано для збереження парку, закладеного 1850 року. В його складі 70 видів і форм дерев та чагарників, у тому числі екзотів: сосна австрійська, сосна Веймутова, широкогілочник східний, тсуга канадська, айлант найвищий, самшит вічнозелений та багато інших.